# Olimpia Valencia
Olimpia Valencia López (Baltar, provincia de Orense, 14 de diciembre de 1898 - Vigo, provincia de Pontevedra, julio de 1987) fue la primera médica ginecóloga gallega.

## Trayectoria
Era la única hija de una familia acomodada: su padre un industrial hotelero que en 1910 se trasladó a Vigo con su familia. Estudió magisterio, preparándose libre en la Academia Minerva. Como no tenía vocación para la docencia, decidió hacerse médica. En 1919 marchó a Santiago para cursar la carrera de Medicina, licenciándose en 1925, con premio extraordinario y matrícula de honor. En ese mismo año fue a Madrid para realizar una tesis de doctorado, que presentó en 1930 con el título de La colesterinemia en la sangre en relación con la anestesia quirúrgica.
En Madrid, se alojó en la Residencia de Señoritas de la calle Fortuny, donde también realizó otras tareas para ganar una beca y así costearse la estancia.  En los cursos de 1926 y 1927 impartió clases de cultura general a las residentes. En el siguiente curso fue nombrada médica titular del Instituto Escuela, institución de enseñanza experimental surgido del entorno de la Junta para Ampliación de Estudios e Investigación (JAE).

## Etapa en Vigo
En 1928 se trasladó a Vigo; poniendo en marcha un consultorio de medicina general y de ginecología, en la calle del Príncipe, y se dio a conocer con una placa en la puerta y con anuncios en la prensa: "Olimpia Valencia. Especialista en enfermedades de la mujer". Ejerció su profesión hasta jubilarse, no exenta de dificultades al principio por su condición de género. En 1929 solicitó una beca a la Junta de Ampliación de Estudios para ampliar conocimientos en clínicas ginecológicas de Alemania y de Suiza.
Fue una de las fundadoras de la Academia Médico Quirúrgica de Vigo (1930), institución donde llegó a ser vicepresidenta (1935). Como investigadora, presentó un relatorio en las I Jornadas Médicas Gallegas (La Coruña, 1929). En 1934 hizo una comunicación en la Academia de Vigo (La mujer gallega ante el homenaje a Paz Pardo). También fue miembro fundadora de la Alianza Francesa de Vigo.
Mujer de inquietudes culturales, vinculada a Galicia, tuvo relación con varios reconocidos intelectuales y galleguistas, como Valentín Paz-Andrade, Álvaro das Casas y Ramón Fernández Mato. Aceptó encabezar en junio de 1931 un llamamiento de apoyo a los candidatos galleguistas de la provincia de Pontevedra, y otro en junio de 1936 en pro del SI en el Plebiscito por el Estatuto Gallego, donde ambos documentos fueron firmados solo por mujeres. En febrero de 1937 fue detenida y así pasó cuatro días en el Cuartel de la Guardia Civil acusada de pertenecer al Partido Galeguista y tener trato con izquierdistas. Los buenos informes sobre su comportamiento y un "donativo" consiguieron que saliese en libertad. Los años siguientes fueron de gran dureza: acusada de "roja", muchas pacientes dejaron de ir a su consulta.
En la década de 1940 consiguió entrar en la Seguridad Social y jubilarse en la década de 1960.
Olimpia Valencia siguió trabajando aún con más de ochenta años en su consultorio particular, con una vida austera dedicada a la profesión y al estudio. Murió en el verano de 1987.

## Reconocimientos
- 2008: exposición ‘Pioneiras. Mulleres Empresarias Galegas’ organizada por la vicepresidencia da Igualdade e do Benestar[9][10]
- Placa en la calle "do Principe 11", de Vigo, de un Circuito de Mujeres[11][12]
- En Vigo una calle recibe su nombre.[13]